# Bernard Lutic
Bernard Lutic est un directeur de la photographie français, né le 26 novembre 1943 à Paimpol (Côtes-du-Nord) et mort le 28 novembre 2000 à Carupano (Venezuela).

## Filmographie
- 1979 : Je te tiens, tu me tiens par la barbichette
- 1979 : Laisse-moi rêver
- 1980 : Le Bar du téléphone
- 1980 : Anthracite
- 1980 : Deux lions au soleil
- 1981 : Court circuits de Patrick Grandperret
- 1981 : La Femme de l'aviateur
- 1981 : Plein sud
- 1981 : Les hommes préfèrent les grosses
- 1982 : Le Péril rampant
- 1982 : Le Beau Mariage
- 1982 : L'Honneur d'un capitaine
- 1983 : Coup de foudre
- 1983 : Un jeu brutal
- 1984 : Viva la vie
- 1985 : L'Arbre sous la mer
- 1985 : Partir, revenir
- 1985 : Tristesse et Beauté de Joy Fleury
- 1985 : Souvenirs secrets de John Reid
- 1985 : Révolution
- 1987 : Dandin
- 1987 : Poussière d'ange
- 1987 : Riviera (téléfilm)
- 1987 : L'Ami de mon amie
- 1988 : Prisonnières
- 1989 : Le Retour des mousquetaires
- 1990 : Les Cadavres exquis de Patricia Highsmith (série télévisée)
- 1990 : Nuit d'été en ville
- 1991 : Aujourd'hui peut-être...
- 1992 : Diên Biên Phu
- 1992 : Toutes peines confondues
- 1994 : Le Colonel Chabert
- 1994 : Time is Money
- 1994 : Les Faussaires
- 1995 : Le Roi de Paris
- 1995 : Between the Devil and the Deep Blue Sea (Li)
- 1996 : Hercule & Sherlock
- 1997 : La Ville dont le prince est un enfant (téléfilm)
- 1998 : La Faille
- 1998 : Hanuman
- 1998 : Mookie
- 1999 : My Life So Far
- 2000 : Je rêvais de l'Afrique
- 2000 : Lumumba
- 2000 : La Défense Loujine
- 2001 : Le Peuple migrateur

## Nominations
- César de la meilleure photographie 1995